# Gonzalo de Badajoz
Gonzalo de Badajoz est un conquistador espagnol du XVIe siècle, à l'époque de la Castille d'Or, région située dans le Darién, à cheval sur la Colombie et le Panama. 
Il est un des lieutenants de Diego de Nicuesa, puis de Pedro Arias Dávila, nommé en 1514 gouverneur de la Castille d'Or, où les Espagnols arrivent avec dix-neuf navires et 1 500 hommes pour fonder la ville d'Acla à 100 kilomètres au nord de Santa María la Antigua del Darién, dont il s'empare aussi.
Il est à la tête de l'armée fonde Acla, mais subit une défaite face à un millier d'Indiens commandés par le cacique Parié, qui lui reprennent l'or qu'il leur avait volé.